# Sông Ô Lâu
Sông Ô Lâu là một con sông đổ ra Biển Đông. Sông có chiều dài 99 km và diện tích lưu vực là 926 km². Sông Thác Ma là một chi lưu của sông Ô Lâu, chảy qua các huyện Hải Lăng tỉnh Quảng Trị và Phong Điền,thành phố Huế. Việt Nam .
Tại vùng hạ nguồn thì sông Ô Lâu nối với sông Thạch Hãn qua sông Vĩnh Định .16°41′59″B 107°21′23″Đ / 16,69972°B 107,35639°Đ